# Константин (сериал)
Вижте пояснителната страница за други значения на Константин.
„Константин“ (на английски: Constantine) е американски сериал от 2014 г., базиран на известната комикс поредица Hellblazer, публикувана от DC Comics.
Продукция е на компаниите „Ever After/Phantom Four Productions“, „DC Entertainment“, и „Warner Bros. Television“. В ролята на Джон Константин е актьорът Мат Райън. Излъчва се от 24 октомври 2014 г. до 13 февруари 2015 г. по канал NBC. Сериалът е отменен през 2015 година, след първия си сезон. Мат Райън отново играе Джон Константин в сериала Стрелата в гост роля на канала CW, така правейки сериала Константин част от поредицата свързани сериали, на „Стрелата“, „Светкавицата“, „Лисицата“, „Легендите на утрешния ден“, „Супергърл“, „Борците за свобода: Лъчът“, „Батуоман“, „Черната мълния“ и „Супермен и Лоис“.
На 8 януари 2017 г. сериалът е подновен за втори сезон, под формата на анимация, която се излъчва по CW Seed на 24 март 2018 г.

## Сюжет
Джон Константин – енигматичен бивш измамник, с чувство за справедливост. Превръща се в детектив, притежаващ свръхестествени сили, който защитава хората, преследвани от демони. Описван е като човек с безизразно чувство за хумор, с екстравагантен външен вид, руса мърлява коса и вечно носещ любимия си тренчкот. Още като тийнейджър е изучавал изкуството на тъмните сили.

## Герои
- Мат Райън – Джон Константин
- Анхелика Селая – Мери „Зед“ Мартин
- Чарлз Халфорд – Час Чандлър
- Харолд Перино – Мани
- Луси Грифитс – Лив Абердайн